# Jardim Jaqueline
O Jardim Jaqueline é um bairro da zona oeste da cidade de São Paulo, Brasil. Forma parte do distrito da cidade conhecido como Vila Sônia. Administrada pela Subprefeitura do Butantã.
O bairro conta com 24 logradouros, segundo os Correios do Brasil.
A área fica próxima à Rodovia Raposo Tavares e ao Parque Raposo Tavares. Também fica próxima ao Parque Chácara do Jockey. Localiza-se atrás do Raposo Shopping, onde existe uma favela com o nome do bairro.